# توموكي كوباياشي
توموكي كوباياشي (باليابانية: 小林智樹؛ بالكانا: こばやし ともき) هو مخرج ياباني، ولد في 6 ديسمبر 1969 في آيتشي في اليابان.

## وصلات خارجية
- توموكي كوباياشي على موقع IMDb (الإنجليزية)
- توموكي كوباياشي على موقع قاعدة بيانات الفيلم (الإنجليزية)
- توموكي كوباياشي على موقع كينوبويسك (الروسية)
- توموكي كوباياشي على موقع ANN person (الإنجليزية)